# Epistrophe griseofasciata
Epistrophe griseofasciata är en tvåvingeart som först beskrevs av Matsumura 1918.  Epistrophe griseofasciata ingår i släktet brynblomflugor, och familjen blomflugor. Inga underarter finns listade i Catalogue of Life.